# جنرال الکتریک وای‌جی۱۰۱
جنرال الکتریک وای‌جی۱۰۱ (به انگلیسی: General Electric YJ101) یک موتور هواگرد ساختِ کارخانهٔ جی‌ئی اوییشن در کشور ایالات متحده آمریکا است.